# Gmina Brenná
Gmina Brenná (polsky Gmina Brenna) je gmina v jižním Polsku ve Slezském vojvodství v okrese Těšín. Skládá se ze tří starostenství:
- Brenná (Brenna) – 6 134 obyvatel, rozloha 78,30 km²
- Velké Hůrky (Górki Wielkie) – 3 950 obyvatel, rozloha 14,67 km²
- Malé Hůrky (Górki Małe) – 819 obyvatel, rozloha 2,75 km²

Dohromady má celá gmina rozlohu 95,54 km² (13,08 % území okresu) – z čehož 64 % zaujímají horské lesy a 30 % zemědělská půda – a k 25. květnu 2016 zde žilo 10 903 obyvatel.
Sousedí s gminou Skočov a gminou Jasenice na severu, s městem Ustroň na západě a pouze přes hory i s městy Visla (na jihozápadě), Szczyrk (na jihovýchodě) a Bílsko-Bělá (na severovýchodě) a také s gminou Javoří (na severovýchodě).
Gmina leží na území Těšínského Slezska a je obklopena vrcholy Slezských Beskyd, mj. Rovnicí (885 m), Blatným (917 m) a Klimczokem (1118 m). Život a hospodářství gminy souvisí především s turistikou, je to populární východisko do Beskyd a odpočinková lokalita s přes 3 000 lůžek v hotelech, penzionech a jiných ubytovacích zařízeních. Nacházejí se zde četné rekreační chalupy. Dalšími turistickými zajímavostmi jsou Kossakův zámek ve Velkých Hůrkách a skanzen Chlebowa Chata v Malých Hůrkách.